# Грустнев, Пётр Иванович
Пётр Иванович Грустнев (1921-1945) — старший лейтенант Рабоче-крестьянской Красной Армии, участник Великой Отечественной войны, Герой Советского Союза (1945).

## Биография
Родился 4 августа 1921 года в деревне Петровка в семье служащего. Окончил неполную среднюю школу, учился в Пензенском лесном техникуме. В 1939—1941 годах проходил службу в Рабоче-крестьянской Красной Армии.
В 1942 году повторно призван в армию. Окончил ускоренный курс Оренбургского танкового училища и осенью того же года направлен на Западный фронт. Участвовал в боях подо Ржевом, освобождении Смоленской области. С конца 1943 года принимал участие в боях на 1-м Украинском фронте. Участвовал в освобождении Украинской ССР и Польши. К началу 1945 года гвардии старший лейтенант Пётр Грустнев командовал танковой ротой 36-го гвардейского отдельного тяжёлого танкового полка 1-го Белорусского фронта. Его рота считалась лучшей в полку. Отличился во время Восточно-Померанской операции.
17 марта 1945 года полк получил приказ овладеть населённым пунктом Хёкендорф (ныне Słoneczne в черте города Щецина, Польша). Колонна машин роты Грустнева следовала головной в колонне полка. Немецкие войска предприняли контрудар танковыми подразделениями. В завязавшемся бою Грустнев лично подбил два танка «Тигр», но и его танк получил повреждения. Устранив их, экипаж продолжил бой. К концу дня Грустнев на своём танке прорвался в центр Хёкендорфа. В бою танк был подбит. Экипаж до наступления темноты отбивался от противника, а ночью исправил повреждения. Умело маневрируя между домами, экипаж Грустнева нанёс большой ущерб противнику, подбив 5 самоходных орудий, 3 артиллерийских орудия, 5 дзотов, 4 гнезда бойцов с фаустпатронами. Вечером 18 марта во время эвакуации с поля боя подбитых танков роты Грустнев был убит осколком вражеского снаряда. Первоначально был похоронен в населённом пункте Буххольц (ныне Płonia-Śmierdnica-Jezierzyce в пригороде Щецина). Позднее был перезахоронен на военном кладбище города Старгард-Щециньски.
Указом Президиума Верховного Совета СССР от 31 мая 1945 года за «образцовое выполнение боевых заданий командования на фронте борьбы с немецкими захватчиками и проявленные при этом отвагу и геройство» гвардии старший лейтенант Пётр Грустнев посмертно был удостоен высокого звания Героя Советского Союза. Также был награждён орденом Ленина и медалью «За отвагу». Навечно зачислен в списки личного состава воинской части.